# Trot
A trot (트로트; thurothu) a koreai popzene legkorábbi műfaja, melyre a népszerű japán enkadalok voltak hatással. A koreai popzene kezdeti korszakában a trotdalok voltak a legnépszerűbbek.
A név a foxtrott tánc nevéből ered, melyhez hasonlóan a trot ritmusa is kétütemű. Általában rövid, öt-hét szótagból állnak a dalszöveg sorai és jellemző rá a különleges koreai énekstílus, a kagok (가곡) alkalmazása.
A trot népszerűsége az 1980-as évek után drasztikusan csökkenni kezdett, amikor 1992-ben Szo Thedzsi dalaival teljesen átalakította a koreai popzenét.
A trot japán eredetét több koreai kutató is kétségbe vonta, leginkább a hidegháború ideje alatt, a japánellenesség következtében.
A 2000-es években több fiatal előadó is visszanyúlt a műfajhoz, például Daesung a Big Bangből vagy a Super Junior együttes.

## Hangminta
- 오빠는 풍각쟁이 Oppanun phunggakcsengiTrotdal 1938-ból

Nem tudod lejátszani a fájlt?

## Fordítás
- Ez a szócikk részben vagy egészben  a   Trot (music) című angol Wikipédia-szócikk fordításán alapul.  Az eredeti cikk szerkesztőit annak laptörténete sorolja fel. Ez a jelzés csupán a megfogalmazás eredetét és a szerzői jogokat jelzi, nem szolgál a cikkben szereplő információk forrásmegjelöléseként.